# Перга
 Тази статия е за града в Мала Азия.  За пчелния продукт вижте Пчелен прашец.  
Перга или Перге (на гръцки: Πέργη Perge, на турски: Perge) е античен град в Мала Азия основан около 10 в. пр.н.е., някога столица на Памфилия, днес в провинция Анталия, Турция. Разкрита е голяма площ от руини на около 15 км източно от Анталия. Акрополът е датиран от бронзовата епоха.
Тук е живял математикът Аполоний Пергски.